# Georg Friedrich Schott
Georg Friedrich Schott (* 1736/1737; † 31. Mai 1823 in Kirn) war ein salm-kyrburgischer Archivar und Regierungsrat. Er steht im begründeten Verdacht, zahlreiche Fälschungen von Urkunden des Mittelalters und der Frühen Neuzeit angefertigt zu haben.

## Leben
Zum Leben Schotts ist nur wenig bekannt. Seine Kenntnis der lateinischen Sprache lässt auf den Besuch einer höheren Schule schließen, akademische Würden besaß er jedoch wohl nicht. Er hatte einen oder zwei Brüder und zwei Söhne, Friedrich († 1840) und Johann Thomas Lothar († 1860).
Im Jahre 1784 wurde er von Friedrich III., Fürst zu Salm-Kyrburg, zum Regierungsrat ernannt. Am 30. Mai 1785 wurde er auf Betreiben des kurfürstlichen Rates Andreas Lamey, dem er zuarbeitete und mit dem er in regem Briefwechsel stand, außerordentliches Mitglied der Kurpfälzischen Akademie der Wissenschaften.
In den Wirren nach der französischen Annexion seines Heimatortes Kirn im Jahre 1794 verlor er mit Ablauf des Jahres 1798 seine Anstellung als salm-kyrburgischer Regierungsrat und Archivar. Bis dahin arbeitete er an seinem Dienstort Kirn. Er hatte von seinem Dienstherrn 1792 den Auftrag erhalten, sich mit der Einrichtung eines fürstlichen Haus- und Landesarchivs zu beschäftigen. Im Zuge dieser Arbeit registrierte er die heute im Anholter Archiv befindlichen Verwaltungsakten der Wildgrafschaft Kyrburg. Da er seit der Annexion keine Besoldung mehr erhalten hatte, forderte er für die Zahlungsrückstände ab 1803 in einer Klage beim Reichskammergericht die Zahlung einer jährlichen Pension durch den Dienstherrn als Entschädigung. In einem Brief aus dem Jahre 1801 klagt er über seine „gegenwärtige dürfftige Lage, wo ich ohne Verdienst und Besoldung lebe“, er wurde in dieser Zeit „zweymahl von den Franken und zulezt noch gar von den Kaiser Hussaren ausgeplündert“. Diese Notlage schien ihn bis zu seinem Tod nicht verlassen zu haben, obwohl er vom Fürsten zu Salm-Kyrburg bis an sein Lebensende eine kleine Pension erhielt. Er starb am 31. Mai 1823 im Alter von 86 Jahren in ärmlichen Verhältnissen zu Kirn.

## Wissenschaftliche Arbeiten

### Veröffentlichte Werke
- 1780: „Diplomatische Nachricht von der Winterhauch, wo zugleich die Geschichte der Nahgauischen Landgrafschaft, des Heiden-Gerichts zu Sien und der Wildgrafschaft in der Kürze vorgetragen wird“. Mainz 1780.[5] Neudruck: Ulm 1790.[6]
- 1792: „Diplomatische Nachricht von der Fürstlichen Wild- und Rheingräflichen Landgrafschaft im Nahgau“, unter etwas mysteriösen Umständen unter dem Namen des mit ihm in Korrespondenz stehenden Professors Franz Joseph Bodmann in Erfurt veröffentlicht.[7]
- 1828 (postum): „Auszug aus einer von dem ehemaligen Salm=Kyrburgischen Archivar G. F. Schott bearbeiteten Geschichte des Klosters Disibodenberg.“[8]

### Unveröffentlichte Manuskripte und Urkunden
- 1801: „Origines domus Ringravicae“ (1805 an Bodmann verkauft)[9]
- „Burgen, Städte und Klöster des Nahegaues“
- „Beiträge zur ältesten Geschichte des Nahegaus“[10]
- 1806: „Etwas vom Flecken Enkirch“[11]
- 1822: „Der Hundsrück in seiner Lage, Namen und Umfang. Aus Annalen und Urkunden erläutert.“
- „Geschichte des Klosters Dissibodenberg“
- o. J.: „Beiträge zur diplomatischen Geschichte des Bergschlosses Dhaun an der Simmerbach“[12]
- weitere unveröffentlichte Urkunden

Schotts Arbeiten und Sammlungen kamen nach seinem Tod in den Besitz des Kreuznacher Schuldirektors Gerd Eilers (1788–1863), der sie für eine geplante „Pfälzische Geschichte“ nutzen wollte. Ein Großteil dieser Werke wurden später von Friedrich Gustav Habel erworben und seiner Sammlung hinzugefügt, die zeitweilig auf der Mildenburg in Miltenberg, Bayern zu finden war. Insgesamt dürfte es sich um über 2000 Urkundenabschriften vom ausgehenden 8. bis zum Ende des 16. Jahrhunderts handeln. Viele dieser Urkunden fanden Eintrag in gewichtige Werke wie den Mittelrheinischen Regesten von Adam Goerz oder dem Urkundenbuch zur Geschichte der mittelrheinischen Territorien von Heinrich Beyer, da viele Urkunden in den Unruhen der französischen Zeit zerstört worden waren und man die Exemplare von Schott als Abschriften unwiederbringlich verlorener Zeugnisse ansah.

## Urkundenfälschungen

### Der Fälscherverdacht
Lange Zeit waren die Urkunden Schotts unzweifelhaft, bis zunächst wenige, dann zahlreiche Verdachtsmomente vorlagen, die darauf hindeuteten, dass es sich bei einer Vielzahl von Stücken um moderne Fälschungen handelte. Pionierarbeit hierfür leistete vor allem Hans Wibel, der in seinem Beitrag „Die Urkundenfälschungen Georg Friedrich Schotts“ viele Beweise für den Fälschungscharakter einiger der Urkunden erbrachte. In der Folgezeit erschienen weitere Untersuchungen, die die Echtheit anderer Urkunden aus Schotts Hand stark anzweifelten.

### Motivation für die Fälschertätigkeit
Eine mögliche finanzielle Bereicherung als Grund für die Fälschungen ist relativ unwahrscheinlich, Schott hatte nur dann seine Urkunden oder Werke verkauft, wenn seine finanzielle Not ihn dazu trieb. Eine plausible Möglichkeit ist, dass er versuchte, seinem Auftraggeber, dem Fürsten von Salm-Kyrburg als Nachkommen der alten Rheingrafen, durch mittelalterliche Urkunden Beweise für eine möglichst lange Tradition seines Geschlechtes zu beschaffen.